# Pere Calders
Pere Calders i Rossinyol (Barcelona, 1912. szeptember 29. – Barcelona, 1994. július 21.) katalán író és karikaturista.

## Élete
Az 1930-as évek elején vált ismertté rajzai, cikkei és történetei révén, amelyeket újságokban és folyóiratokban publikált. Huszonnégy évesen adta ki első könyveit: az El primer arlequí (Az első harlekin) című elbeszélésgyűjteményt és a La glòria del doctor Larén (Larén doktor dicsősége) című kisregényt. Huszonhárom évig Mexikóban élt száműzetésben, sógorával (Avel·lí Artís-Gener „Tísner” író) együtt írta a kritika által leginkább elismert műveit, különösen a Cròniques de la veritat oculta (A rejtett igazság krónikái, 1955) és a Gent de l'alta vall (A magas völgy népe, 1957) című novellákat, valamint a Ronda naval sota la boira (Tengeri őrjárat a ködben, 1966) című regényt.
1962-ben visszatért Katalóniába. Kiadói munkák és újságírói együttműködések mellett megírta a L'ombra de l'atzavara (Az agavé árnyéka, 1964) című regényt, amellyel elnyerte a „Premi Sant Jordi de novel·la” díjat. A demokrácia beköszöntével népszerűvé vált a Dagoll Dagom társulat által létrehozott Antaviana című színházi összeállítás sikere nyomán, amely Pere néhány novelláján alapult.
Azóta a legtöbb könyvét újra kiadták. Megkapta a „Premi d'Honor de les Lletres Catalanes” díjat (1986), és nem sokkal halála előtt megkapta az Újságírói Nemzeti Díjat (1993).
Tagja volt a Katalán Nyelvű Írók Szövetségének.

## Összegyűjtött művei
- El primer arlequí (Az első harlekin, 1936)
- Unitats de xoc (Konfliktusdarabok, 1938)
- Memòries especials (Különleges emlékek, 1942)
- Cròniques de la veritat oculta (A rejtett igazság krónikái, 1955)
- Gent de l'alta vall (A Magas Völgy népe, 1957)
- Demà a les tres de la matinada (Holnap hajnali háromkor, 1959)
- Invasió subtil i altres contes (Finom invázió és más történetek, 1978)
- Antaviana (1979), with Dagoll Dagom
- Tot s'aprofita (Mindent kihasználnak, 1983)
- El sabeu, aquell? (Ismered?, 1983)
- De teves a meves: trenta-dos contes que acaben més o menys bé (A tiédtől az enyémig: Harminchárom történet, amely többé-kevésbé jól végződik, 1984)
- Els nens voladors (A repülő gyerekek, 1984)
- Tres per cinc, quinze (Háromszor öt, tizenöt, 1984)
- La cabra i altres narracions (A kecske és más elbeszélések, 1984)
- El desordre públic (Közzavar, 1984)
- Un estrany al jardí (Idegen a kertben, 1985)
- El barret fort i altres inèdits (A kalap és más kiadatlan művek, 1987)
- Raspall (Ecset, 1987)
- Kalders i Tísner, dibuixos de guerra a L'Esquella de la Torratxa (1991)
- L'honor a la deriva (A becsület sodródik, 1992)
- Mesures, alarmes i prodigis (Intézkedések, riasztások és csodák, 1994)
- La lluna a casa i altres contes (A Hold otthon és más történetek, 1995)
- Cartes d'amor (Szerelmeslevelek, 1996)
- Tots els contes (Minden történet, 2008)

### Regények
- La glòria del doctor Larén (Larén doktor dicsősége, 1936)
- L'ombra de l'atzavara (Az agave árnyéka, 1964)
- Ronda naval sota la boira (Tengeri őrjárat a ködben, 1966)
- Aquí descansa Nevares (Itt nyugszik Nevares, 1967)
- Gaeli i l'home Déu (Gaeli és az Úr, 1984)
- La ciutat cansada (A fáradt város, 2008, befejezetlen)
- Sense anar tant lluny (Anélkül, hogy túl messzire mennék, 2009, befejezetlen)
- La marxa cap al mar (Séta a tengerhez, 2009, befejezetlen)
- L'amor de Joan (Juan szerelme, 2009, befejezetlen)

### Magyarul megjelent
- Antaviana. Fantasztikus elbeszélések Földön innen, Földön túl – L'Harmattan, Budapest, 2021 (Katalán Könyvtár) · ISBN 9789634147923 · Fordította: Báder Petra, Bakucz Dóra, Flamich Mária, Hoffmann Rita, Kürthy Ádám András, Mátraházi Noémi, Nemes Krisztina, Smid Bernadett, Tomcsányi Zsuzsanna, Tóth Gergő, Vágó Lujza, Varju Kata, Zombory Gabriella; szerk., előszó: Bakucz Dóra

## Fordítás
- Ez a szócikk részben vagy egészben  a   Pere Calders című angol Wikipédia-szócikk fordításán alapul.  Az eredeti cikk szerkesztőit annak laptörténete sorolja fel. Ez a jelzés csupán a megfogalmazás eredetét és a szerzői jogokat jelzi, nem szolgál a cikkben szereplő információk forrásmegjelöléseként.